# Pastor Tórrez
Pastor Ventura Tórrez Quiróz (Cochabamba, 27 de agosto de 1990) es un exfutbolista boliviano. Jugaba como delantero.

## Clubes
| Club                   | País    | Año             |
| ---------------------- | ------- | --------------- |
| Real Potosí            | Bolivia | 2008 - 2013     |
| Nacional Potosí        | Bolivia | 2013 - 2014     |
| Universitario de Sucre | Bolivia | 2014 - presente |